# Högsäters församling
Högsäters församling var en församling i Dalslands kontrakt i Karlstads stift. Församlingen låg i Färgelanda kommun i Västra Götalands län (Dalsland) och utgjorde ett eget pastorat. Församlingen uppgick 2022 i Färgelanda-Högsäters församling.

## Administrativ historik
Församlingen har medeltida ursprung.
Församlingen var till 2010 moderförsamling i pastoratet Högsäter, Lerdal, Rännelanda, Råggärd och Järbo. Från 2010 till 2020 var församlingen moderförsamling i pastoratet Högsäter, Järbo-Råggärd och Rännelanda-Lerdal. År 2020 uppgick församlingarna i pastoratet i Högsäters församling. Församlingen uppgick 2022 i Färgelanda-Högsäters församling.

## Kyrkor
- Högsäters kyrka
- Järbo kyrka
- Råggärds kyrka
- Rännelanda kyrka
- Lerdals kyrka